# Мовний союз
Мовний союз (від нім. Sprachbund) — група мов, які набули деякі спільні риси внаслідок географічної близькості та взаємодії. Ці мови можуть бути неспорідненими чи лише слабо спорідненими. Коли генетичні відносини між мовами невідомі, характерні риси мовного союзу можуть призвести до помилкового враження про існування спорідненості між мовами. 
Один з характерних зразків мовного союзу є Східно-Азійський мовний союз, внаслідок якого численна група різних за походженням мов Південно-Східної Азії, в тому числі тайська і в’єтнамська, перейняли від китайської мови її найвиразніші риси, зокрема односкладові слова і змісторозрізняльні тони. Однак при цьому тайська і в’єтнамська мови не споріднені ні з китайською, ані навіть одна з одною.
У Європі мови, які складають Балканський мовний союз — албанська, болгарська, грецька і румунська — всі належать до індоєвропейської сім’ї, але до дуже різних її угруповань. Вони мають дуже багато спільних рис, таких як постпозитивний визначний артикль, спосіб формування майбутнього часу, відсутність інфінітиву та інші, але при цьому ці риси не зустрічаються у мовах, які є близькими родичами румунської чи болгарської. Подібним чином виникли спільні риси між романськими та германськими (за винятком англійської) мовами Західної Європи. Також в європейських мовах існують риси і явища, які повністю відсутні у індоєвропейських мовах Індії та Ірану, однак зустрічаються в уральських (фінно-угорських) мовах. Це є наслідком численних історичних міграцій і пересування народів на континенті.
Багато лінгвістів вважають, що монгольські, тюркські і тунгусо-маньчжурські мови споріднені і належать до алтайської сім’ї мов; однак докази їх спільного походження непереконливі, і спільні риси, які існують проміж цими мовами (такі як гармонія голосних) можуть бути наслідком мовного союзу, а не генетичної спорідненості.
Інші мовні союзи були виявлені:
- на Ефіопському нагір’ї,
- в басейні річки Сепік на острові Нова Гвінея,
- в Південній Азії (тобто на Індійському субконтиненті),
- у країнах Балтії,
- в Австралії (до появлення європейців мовний союз охоплював весь континент),
- в численних місцевостях Північної та Південної Америки (наприклад, північно-західне тихоокеанське узбережжя, Мезоамерика тощо).